# Constantin-Alin Bucur
Constantin-Alin Bucur este un politician român, deputat în Parlamentul României în mandatul 2012 - 2016 din partea PPDD Teleorman.